# Jyderup Præstegård
Jyderup Præstegård er en præstegård i Jyderup, der blev bygget i 1808 i stedet for den tidligere præstegård, der blev brændt ned af en lokal, sindsforvirret mand, der mente at gården var forhekset.[kilde mangler]
Bygningsanlægget er firlænget, opført af bindingsværk med stråtag. Bygningernes ydre står som da de blev bygget, bortset fra at stuehusets tag i slutningen af 1900-tallet i stedet for strå blev beklædt med tagsten af tegl.
Præstegården er bevaringsværdig ifølge lokalplanen, og tinglyst omfattet af en Exner-fredning..